# Yves Jabouin
 (juillet 2015).
Si vous disposez d'ouvrages ou d'articles de référence ou si vous connaissez des sites web de qualité traitant du thème abordé ici, merci de compléter l'article en donnant les références utiles à sa vérifiabilité et en les liant à la section « Notes et références ».
Fernand Yves Jabouin, né le 30 mai 1979) est un pratiquant haïtien et canadien d'arts martiaux mixtes (MMA). 
Combattant professionnel depuis 2001, il a notamment participé aux compétitions de l'organisation américaine World Extreme Cagefighting.